# Van Stolkpark (Den Haag)
Het Van Stolkpark is een oud villapark in Den Haag en behoort tot het stadsdeel Scheveningen. Het is een beschermd stadsgezicht van Den Haag.
Het villapark wordt begrensd door de Kanaalweg, de Prof. P.S. Gerbrandyweg (die tot 1962 deel uitmaakte van de Kanaalweg), de Belvedèreweg, de Hogeweg en de Van Stolkweg, waar het ook aan de Scheveningse Bosjes grenst. 
Samen met de Scheveningse Bosjes vormt het de wijk Van Stolkpark en Scheveningse Bosjes. Deze wijk grenst aan de wijken Archipelbuurt, Zorgvliet, Geuzen- en Statenkwartier, Scheveningen en Westbroekpark en Duttendel.
Het park dankt zijn naam aan mr. Thomas van Stolk, telg uit het Rotterdamse geslacht Van Stolk. Zelf was hij advocaat en woonde sinds 1860 in Den Haag. In 1864 werd de paardentramverbinding over de Scheveningseweg aangelegd tussen Den Haag en Scheveningen, de eerste paardentramlijn in de Benelux. Van Stolk kocht ten noorden van de Scheveningseweg in 1872 en 1873 stukken duingrond om een villapark te maken. Het ontwerp liet hij maken door Jan David en Louis Paul Zocher. De eerste villa's werden enkele jaren later aan de Van Stolklaan gebouwd. De Parkweg, Hogeweg en Duinweg volgden en ten slotte kwamen er huizen aan de Belvedèreweg. Hoewel het de bedoeling was dat er alleen villa's zouden komen, kwamen er ook enkele hotels en pensions. In de Kanaalweg kwamen kleine winkels.
In 1930 vestigde het Vrijzinnig-Christelijk Lyceum zich in enkele villa's van het park en bouwde er later een schoolgebouw.
Aan de Van Stolkweg 23 is de Taipei Representative Office in Nederland ("ambassade van Republiek China") gevestigd.

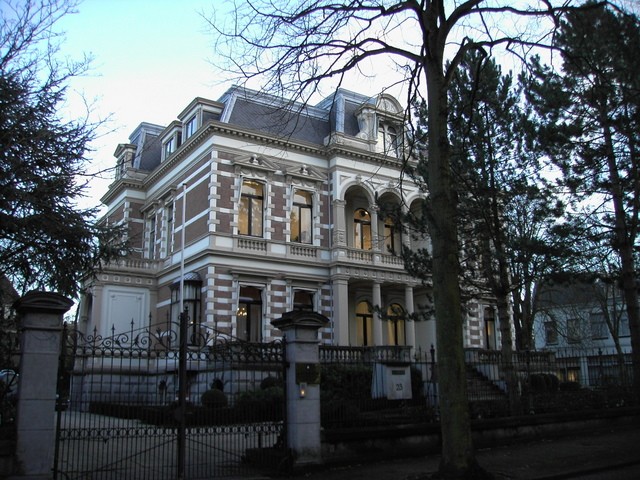
Van Stolkweg 23
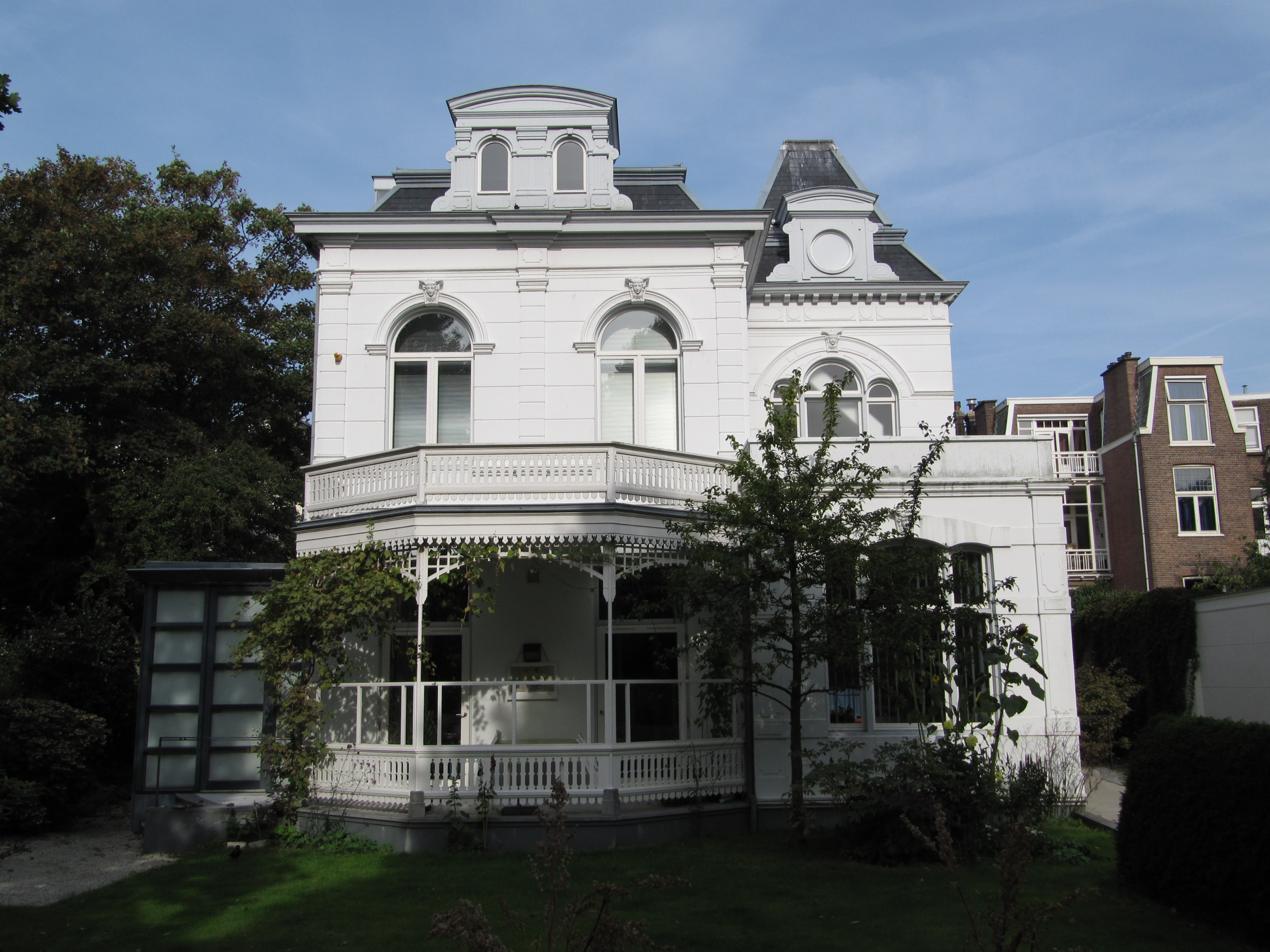
Van Stolkweg 24
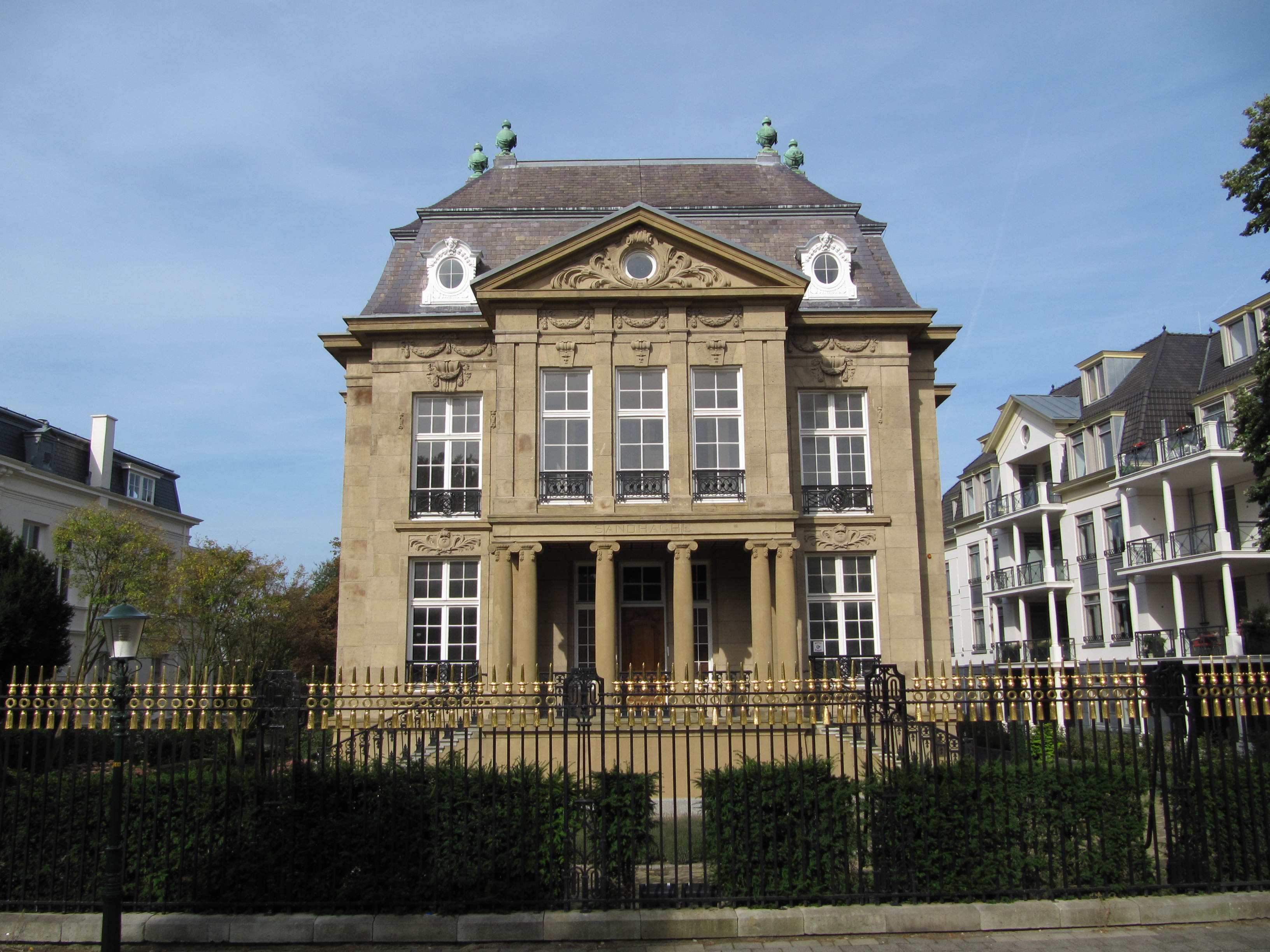
Hogeweg 18
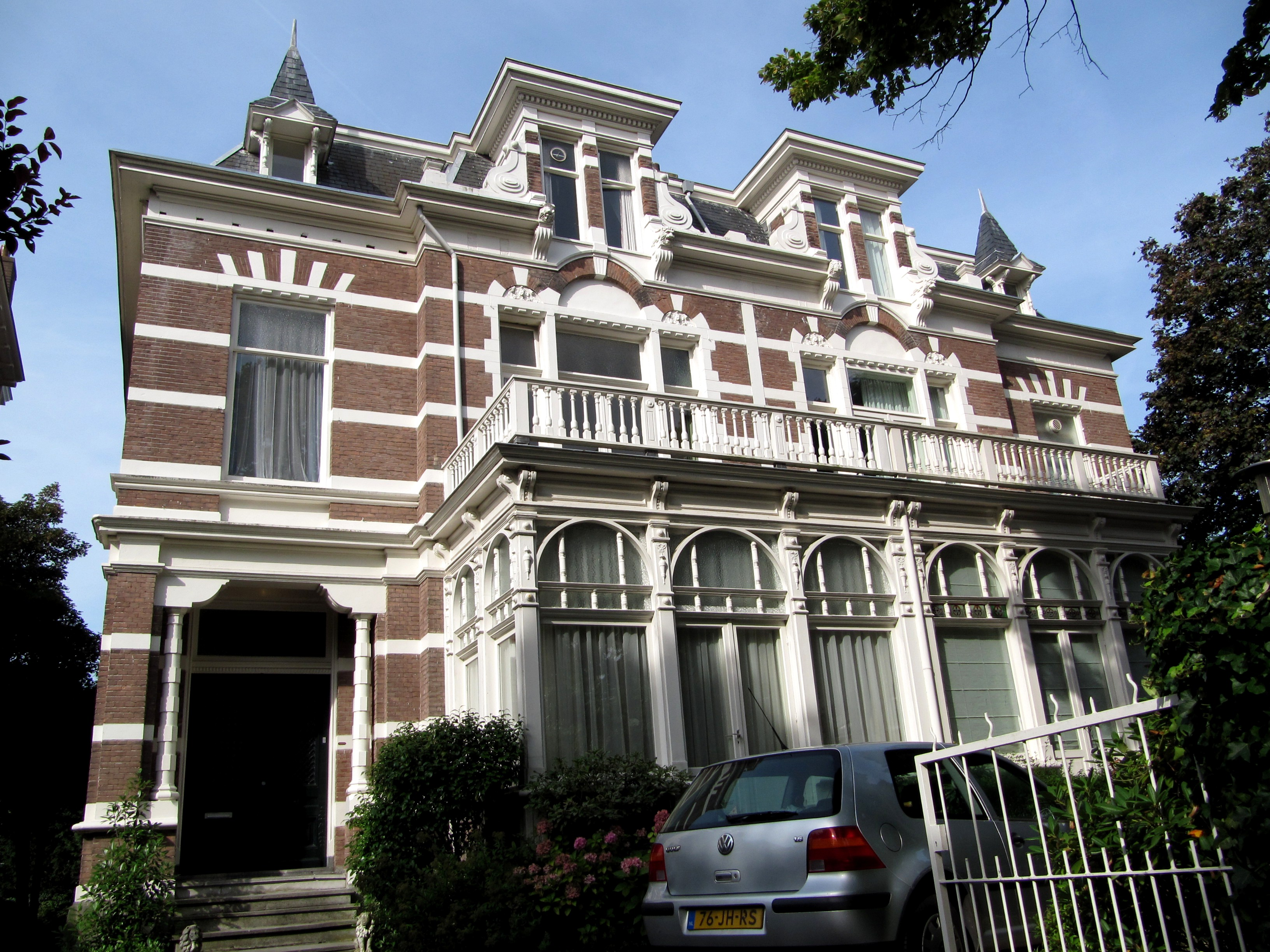
Parkweg 14

## Waterpartij en gedenktekens
Aan de oostkant van het villapark is een grote waterpartij. Hiernaast staat het Indisch Monument, te zien vanaf de Prof. Teldersweg. Niet ver daarachter is het monument voor het Englandspiel.

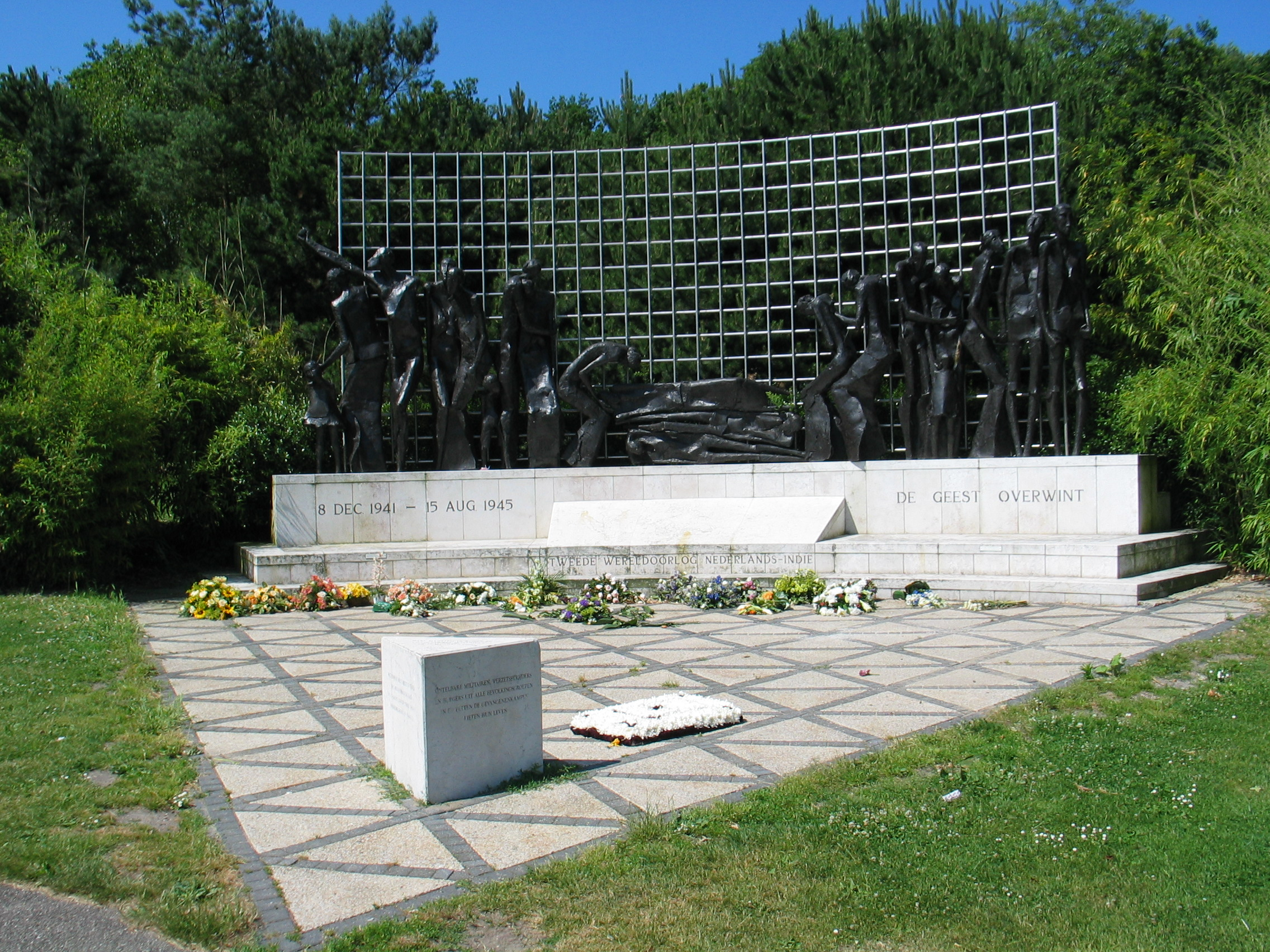
Indisch Monument
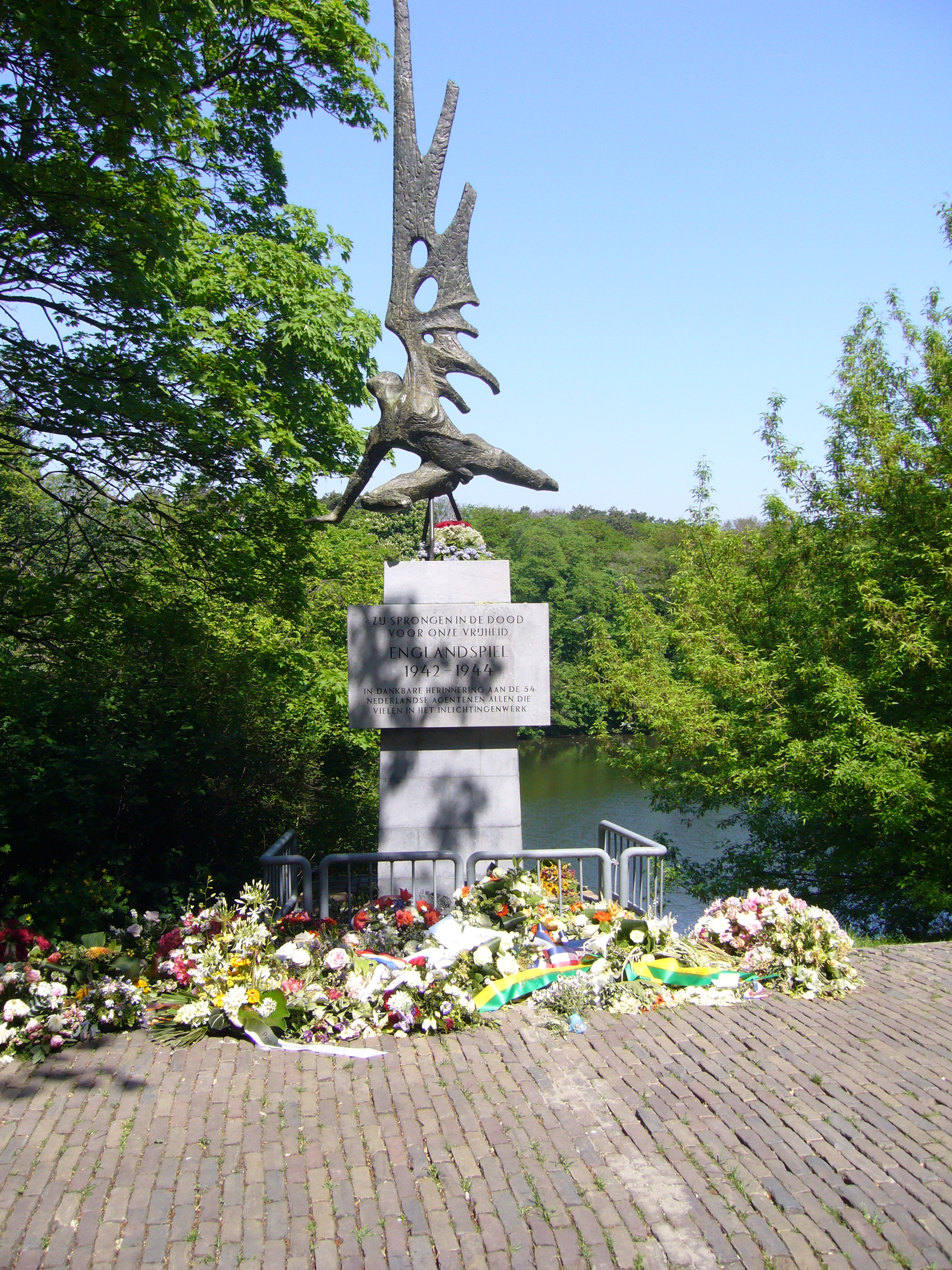
Monument Englandspiel